# Nikolai Panin
Nikolay Aleksandrovich Panin-Kolomenkin (em russo:  Николай Александрович Панин-Коломенкин; Khrenovoye, 8 de janeiro de 1872 [27 de dezembro de 1871 no C.J.] – Leningrado, RSFS da Rússia, 19 de janeiro de 1956) foi um patinador artístico e treinador russo. Ele conquistou a medalha de ouro na competição de figuras especiais nos Jogos Olímpicos de 1908. Panin foi o primeiro campeão olímpico russo.

## Principais resultados

### Individual masculino
| Resultados                                                            | Resultados      | Resultados      | Resultados       | Resultados        | Resultados      | Resultados    | Resultados       | Resultados    | Resultados    | Resultados    | Resultados    | Resultados    |
| Internacional                                                         | Internacional   | Internacional   | Internacional    | Internacional     | Internacional   | Internacional | Internacional    | Internacional | Internacional | Internacional | Internacional | Internacional |
| Evento/Temporada                                                      | 1900– 1901      | 1901– 1902      | 1902– 1903       | 1903– 1904        | 1904– 1905      |               | 1906– 1907       | 1907– 1908    |               |               |               |               |
| --------------------------------------------------------------------- | --------------- | --------------- | ---------------- | ----------------- | --------------- | ------------- | ---------------- | ------------- | ------------- | ------------- | ------------- | ------------- |
| Jogos Olímpicos                                                       |                 |                 |                  |                   |                 |               | WD               |               |               |               |               |               |
| Campeonato Mundial                                                    |                 |                 | Medalha de prata |                   |                 |               |                  |               |               |               |               |               |
| Campeonato Europeu                                                    |                 |                 |                  | Medalha de bronze |                 |               | Medalha de prata |               |               |               |               |               |
| Nacional                                                              |                 |                 |                  |                   |                 |               |                  |               |               |               |               |               |
| Campeonato Russo                                                      | Medalha de ouro | Medalha de ouro | Medalha de ouro  | Medalha de ouro   | Medalha de ouro |               | Medalha de ouro  |               |               |               |               |               |
|                                                                       |                 |                 |                  |                   |                 |               |                  |               |               |               |               |               |
| Legenda: WD = Abandonou; Competição não foi disputada nesta temporada |                 |                 |                  |                   |                 |               |                  |               |               |               |               |               |

### Figuras especiais
| Jogos Olímpicos | Medalha de ouro |